# Mendinghem Military Cemetery
Mendinghem Military Cemetery is een Britse militaire begraafplaats met gesneuvelden uit de Eerste Wereldoorlog, gelegen in het Belgische dorp Proven, een deelgemeente van Poperinge. De begraafplaats ligt een kilometer ten noordwesten van het dorpscentrum, langs de weg naar Roesbrugge en werd ontworpen door Reginald Blomfield. Het terrein heeft een onregelmatige vorm met een oppervlakte van 6.340 m² en is omgeven door een bakstenen muur. Aan de westkant staat het Cross of Sacrifice en aan de oostkant de Stone of Remembrance. De begraafplaats wordt onderhouden door de Commonwealth War Graves Commission.  
Er worden 2.443 doden herdacht, waarvan 8 niet geïdentificeerde.   

## Geschiedenis
Proven lag tijdens de oorlog in het door de geallieerden bezet gebied, buiten de frontzone. In juni 1916 werd hier het veldhospitaal (Casualty Clearing Station of c.c.s.) van het 46th (1st/1st Wessex) ingericht. In augustus werden de eerste overleden gewonden op deze begraafplaats begraven. Met het oog op het geallieerde offensief van de Derde Slag om Ieper werden in juli 1917 in de omgeving een aantal extra veldhospitalen ingericht. De plaats kreeg de populaire naam "Mendinghem", naar het Engelse "to mend" (genezen) en het Vlaams achtervoegsel "gem". In de omgeving werden ook plaatsen ingericht met de naam "Dozinghem" en "Bandaghem". Hier kregen de begraafplaatsen de namen Dozinghem Military Cemetery en Haringhe (Bandaghem) Military Cemetery. De 12th, 46th en 64th c.c.s. bleven in Mendinghem tot 1918.
Het 46th specialiseerde zich in zware hoofdwonden, waarvoor het leger onder meer chirurg Harvey Cushing aantrok. Het 64th had een afdeling die soldaten onder bewaking verzorgde. Het ging om soldaten die zichzelf hadden verwond om weg te raken van het front. In het voorjaar van 1918, tijdens het Duitse lenteoffensief werden in Proven nog bijkomende "field ambulances" ingericht. In september 1918 sloot men de begraafplaats, op een laatste bijzetting na.
Op de begraafplaats liggen 2.300 Britten, 31 Canadezen, 15 Australiërs, 12 Nieuw-Zeelanders, 33 Zuid-Afrikanen en 52 Duitsers. Er liggen ook 8 Chinezen (van het Chinese Labour Corps) en 4 Amerikanen die ingelijfd waren in het Britse leger.
De begraafplaats werd in 2009 als monument beschermd.

## Graven

### Onderscheiden militairen
- Bertram Best-Dunkley, luitenant-kolonel bij de Lancashire Fusiliers werd voor zijn schitterende blijken van moed en beroepsijver als bataljonscommandant onderscheiden met het Victoria Cross (VC). Hij overleed aan zijn verwondingen op 5 augustus 1917 in de leeftijd van 27 jaar.
- de majoors C.H. Mallock, Miles Barne, Cyril Farmer en Henry Griffith Boone, kapitein Arthur Lionel Gordon-Kidd en de onderluitenants Reginald Rees Jones en William Frederick Leech werden onderscheiden met de Distinguished Service Order (DSO). Kapitein Ralph Broomfield Pritchard verwierf daarbij ook nog het Military Cross (DSO, MC).
- de majoors Charles Worthington-Jones en Charles Meredith Bouverie Chapman, de kapiteins Francis Dawbarn Stones, Howard Caldwell Wright, A.L. MacDonald, James Alexander Ancrum, John Duke en Herbert Eyden, de luitenants Wilfred Stuart Lane Payne, C.O.St.J. Sanderson, A.J.D. Torry, William Anderson, Edward Nettleton Balme, A.C. Bates, Horace Manton Brown en Hubert Granville Holt, de onderluitenants William Henry Griffith, Peter Harper Mitchell en John William Brown werden onderscheiden met het Military Cross (MC). Kapitein David James Shirres Stephen verwierf deze onderscheiding tweemaal (MC and Bar).
- luitenant Charles Joseph Knight Edwards, de compagnie sergeant-majoors Thomas Henry Straw en G.A. Holland, sergeant-majoor J. Knott, de sergeanten R.G. Pavey, Sidney Wedd, Hector MacMillan, Robert Mercer McArthur en Harry Leonard Thompson en soldaat Alfred Harris werden onderscheiden met de Distinguished Conduct Medal (DCM). Compagnie sergeant-majoor James Willieson Miller ontving daarbovenop ook nog de Meritorious Service Medal (DCM, MSM). De sergeanten A. Milgrove en Alfred Philip Bone ontvingen ook de  Military Medal (DCM, MM).
- sergeant Ernest Albert Bingle werd onderscheiden met de Meritorious Service Medal (MSM).
- nog 46 andere militairen ontvingen de Military Medal (MM).

### Minderjarige militairen
- de soldaten Alfred Dunne, Edwin G. Haliburton, A. Thompson en matroos Walter C. Warner waren 17 jaar toen ze sneuvelden.

### Gefusilleerde militairen
- John Hyde, soldaat bij het King's Royal Rifle Corps werd wegens desertie gefusilleerd op 5 september 1917.
- Charles Britton, soldaat bij het Royal Warwickshire Regiment werd wegens desertie gefusilleerd op 12 september 1917.
- David Gibson, soldaat bij de Royal Scots werd wegens desertie gefusilleerd op 24 september 1918. Hij was 25 jaar.[2]